# 小泉一成
小泉 一成（こいずみ かずなり、1956年（昭和31年）5月27日 - ）は、日本の政治家。千葉県成田市長（5期）。元成田市議会議員（2期）。

## 来歴
千葉県成田市生まれ。成田市立成田中学校、私立成田高等学校卒業。1979年（昭和54年）3月、日本大学法学部卒業。大学在学中は英米法を専攻。卒業後は実家の旅館の経営に携わる。
1995年（平成7年）、成田市議会議員選挙に出馬し、初当選。1999年（平成11年）、成田市議選に2期目の当選。
2003年（平成15年）3月、小川国彦成田市長が辞職。それに伴って同年4月27日に執行された成田市長選挙に出馬するも、小林攻に1,463票差で敗れ落選。投票率は、60.94％。
2006年（平成18年）12月2日、小林市長が収賄容疑で逮捕される。同年12月4日、小林は市長を辞職。それに伴って2007年（平成19年）1月21日に執行された成田市長選に出馬し、初当選した。投票率は、50.48％。同年1月26日、市長に就任。
2010年（平成22年）12月26日執行の成田市長選において、2期目の当選。投票率は、40.96％。
2014年（平成26年）12月14日告示の成田市長選において、無投票にて3期目の当選。
2018年（平成30年）12月16日告示の成田市長選において、無投票にて4期目の当選。
2022年（令和4年）12月25日執行の成田市長選において、雨宮真吾に6,533票差を付け、5期目の当選。投票率は、44.19%。
成田空港周辺地域共生財団では理事（非常勤）を務める。

## 人物
- Wコロンの大ファンであり、東京ドームシティのラクーアでWコロンのDVD発売記念イベントが行われた際は自主的に参加している[11]。Wコロンの持ちネタでもあるなぞかけが得意であり、準レギュラーで出演している『熱血BO-SO TV』（千葉テレビ放送）では、出演回のエンディングで披露している。